# Sch 642305
Sch 642305是一种有机化合物，分子式C14H20O4，存在于青黴菌属的真菌 Penicillium verrucosum中，可抑制细菌的引發酶。